# Майк Д'Антонио
Майкъл Майк Д'Антонио (на английски: Michael D'Antonio) е американски бас китарист и основател на Killswitch Engage. 
Д'Антонио формира бандата Killswitch Engage след разпадането на предишната му група Overcast през 1998 г.